# Gigantengrab von Su cuaddu ’e Nixias

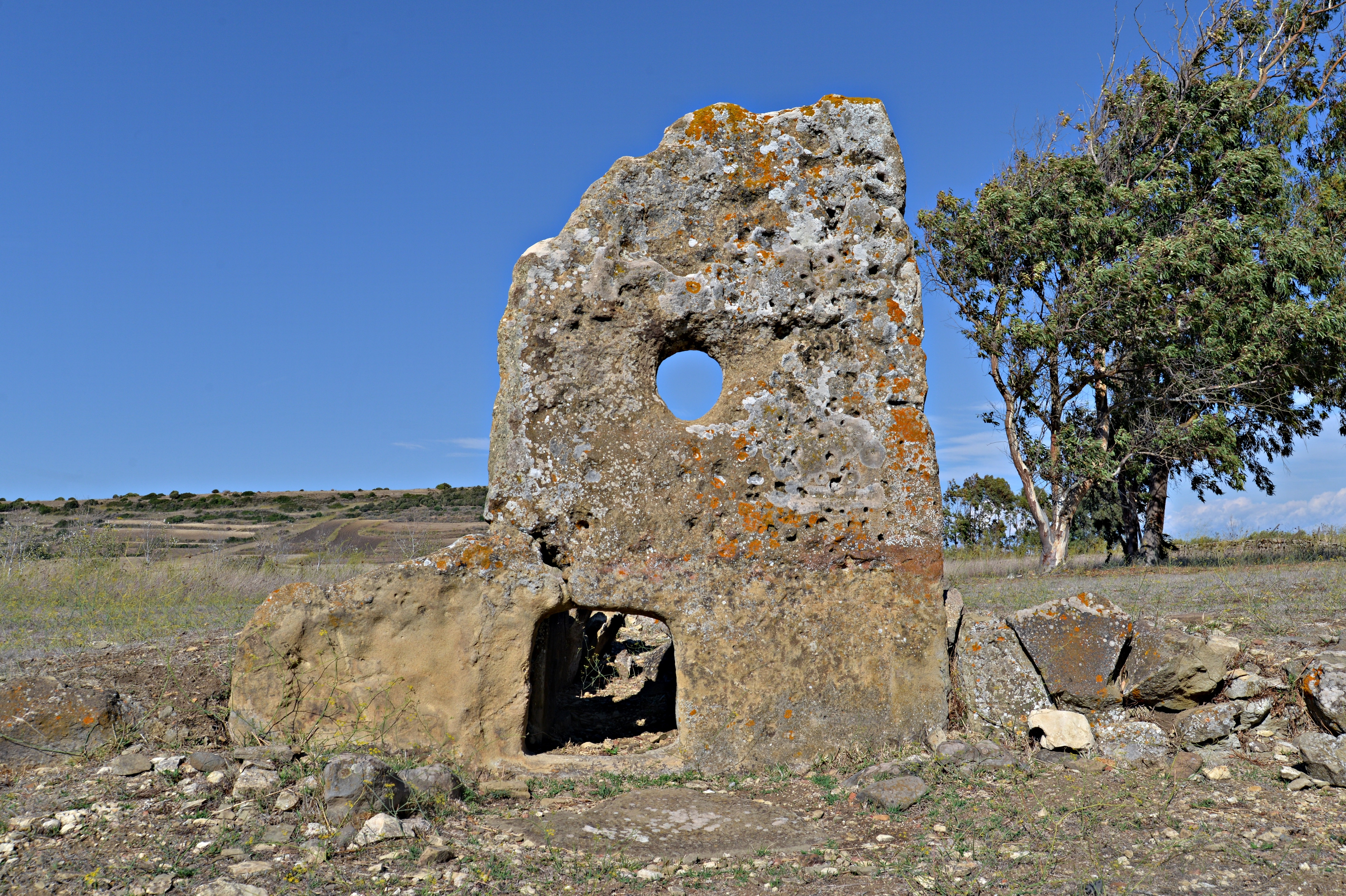
Gigantengrab Su cuaddu ’e Nixias, erhaltene Portalstele mit rundem Loch

Das Gigantengrab von Su cuaddu ’e Nixias (auch Su Quaddu de Nixias) liegt bei Lunamatrona in der Provinz Medio Campidano auf Sardinien. Es hat seinen Namen einerseits vom Areal, wo es sich befindet (das heißt Nixias), und andererseits vom ungewöhnlichen runden Loch im oberen Teil der Portalstele, die in historischen Zeiten vielleicht dazu verwendet wurde, Pferde anzubinden.
Die in Sardu „Tumbas de los zigantes“ und (italienisch Tombe dei Giganti –  plur.) genannten Bauten sind die größten pränuraghischen Kultanlagen Sardiniens und zählen europaweit zu den spätesten Megalithanlagen. Die 321 bekannten Gigantengräber sind Monumente der bronzezeitlichen Bonnanaro-Kultur (2.200–1.600 v. Chr.), die Vorläuferkultur der Nuraghenkultur ist.

## Phase 1 Steinkiste
Es gab an dieser Stelle ursprünglich eine Steinkiste, da während der Ausgrabung einige bemalte Vasen der Monte-Claro-Kultur (2500–2000 v. Chr.) gefunden wurden, die derartige Kisten errichtete. Auch in Li Lolghi wurde eine ältere Anlage zu einem Gigantengrab ausgebaut. Die Umrisse der Steinkiste kann man noch im Boden der Kammer erkennen. Sie war quadratisch mit Seitenlängen von etwa einem Meter und Platten aus Mergel, die 0,6 m  im Boden steckten. 

Su cuaddu ’e Nixias
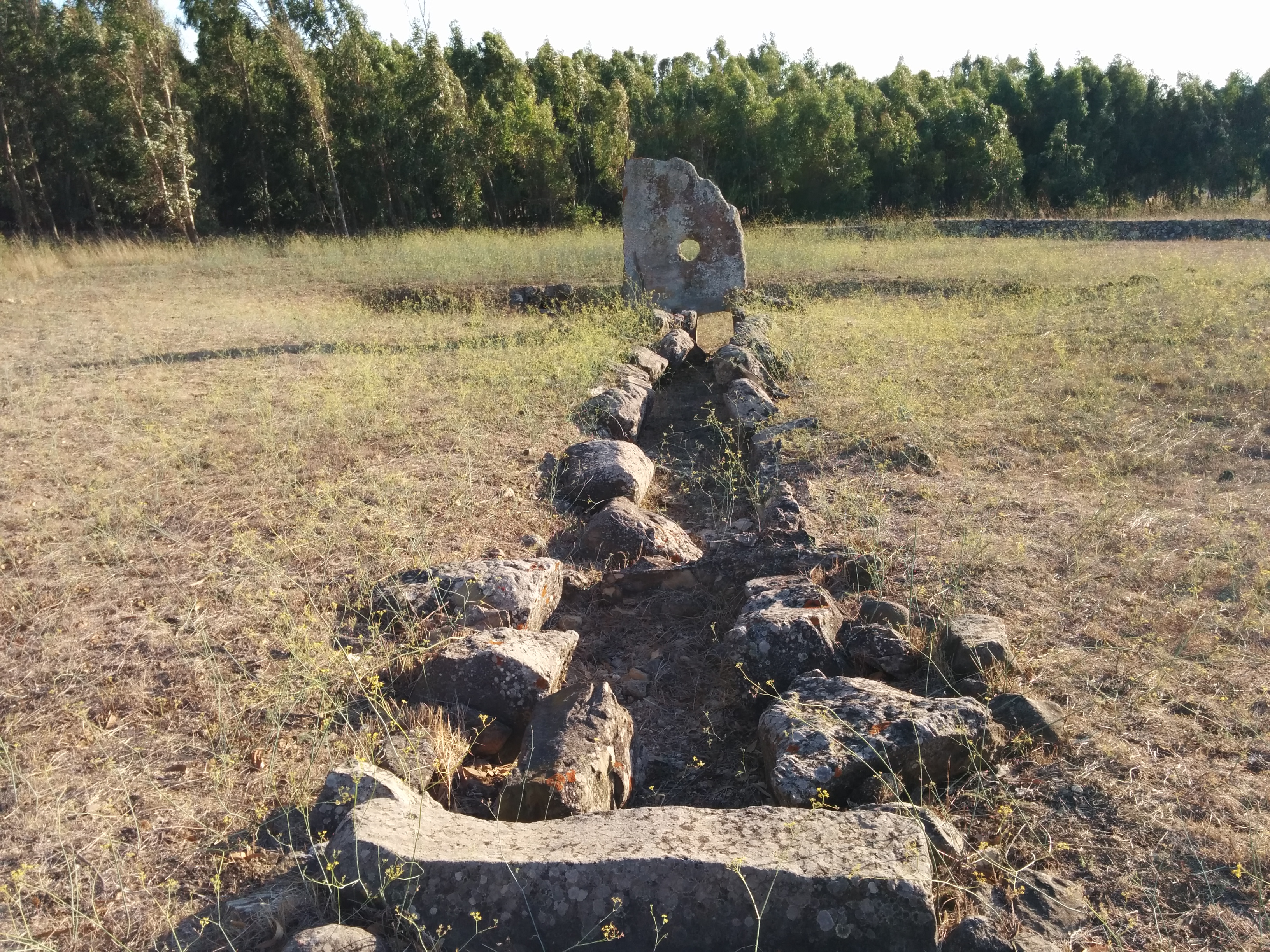
Su cuaddu ’e Nixias, Kammer
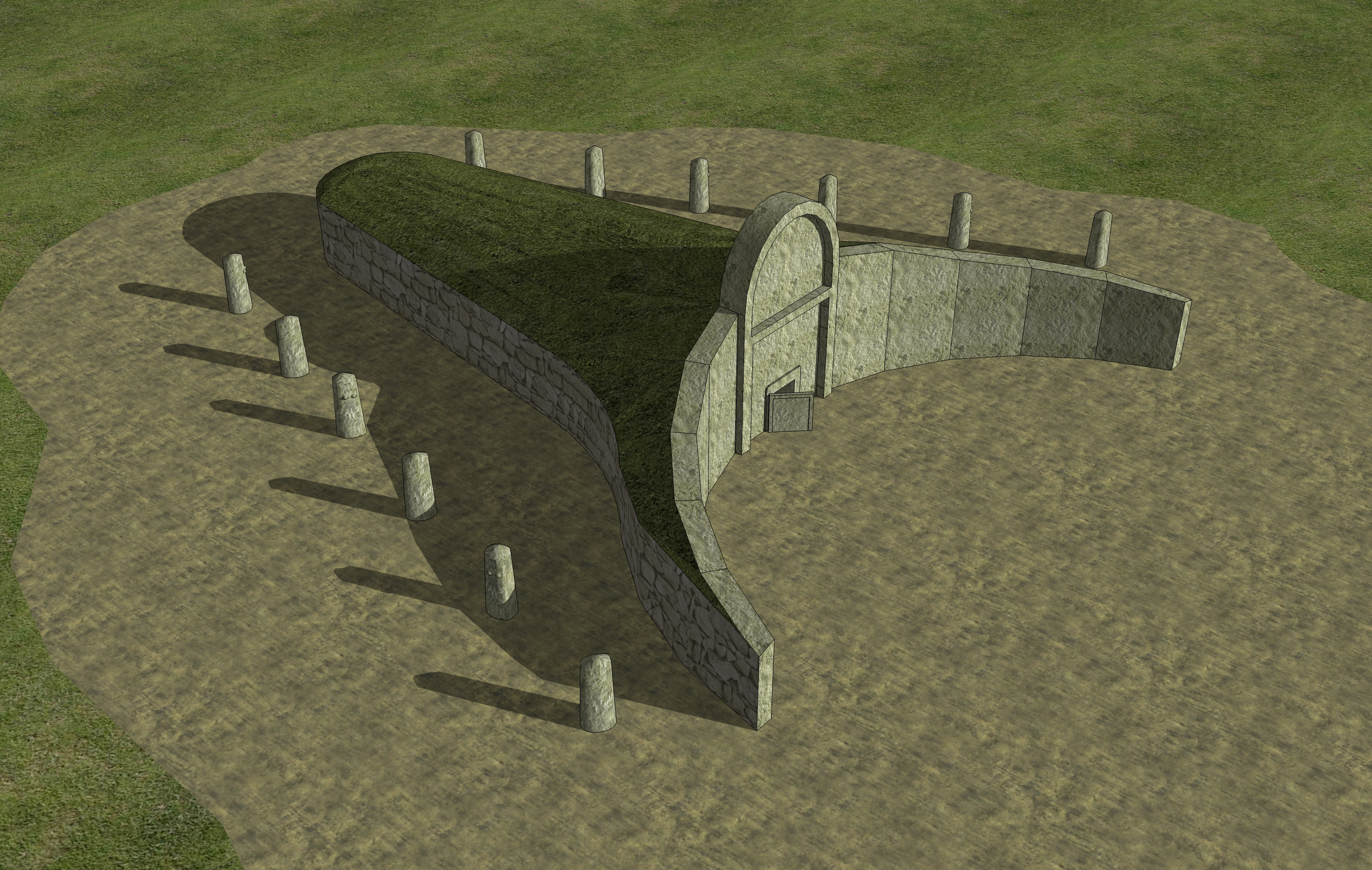
Modell mit Portalstelen-Exedra
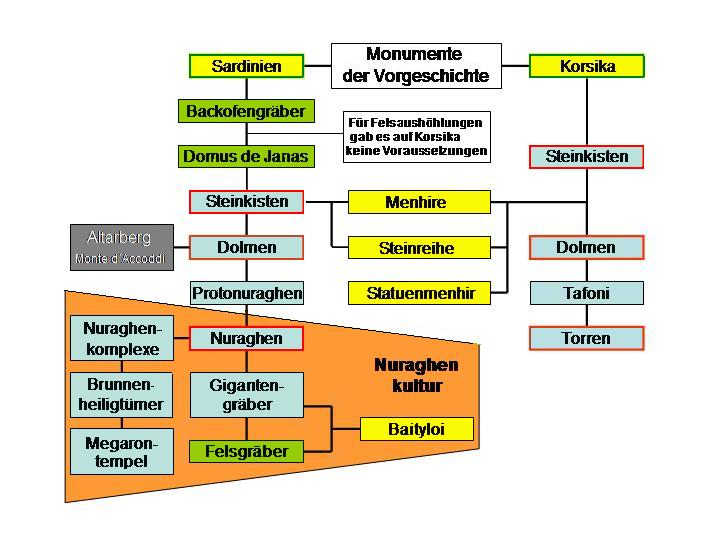
Typenfolge sardischer Megalithen

## Phase 2 Gigantengrab
Das Gigantengrab entstand, wie Funde zeigen, als Monument der Bonnanaro-Kultur (1800–1500 v. Chr.) etwa 1600 v. Chr. in der Mittelbronzezeit. Der Korridor der Kammer, die ursprünglich von horizontalen Platten bedeckt war, von denen es heute keine Spuren mehr gibt, war etwa 10,0 m lang und wurde ebenfalls aus Mergelplatten gebildet. Der noch 2,9 m hohen und 2,7 m breiten Zentralstele fehlt fast die gesamte linke Seite. Da dieser Stein ebenfalls aus lokalem, leicht brüchigem Mergel besteht, konnten Beschädigungen nicht ausbleiben. Der untere Teil mit dem seltenen, etwa quadratischen Zugang in der Mitte, ist am wenigsten ramponiert, weil er bis zur Ausgrabung 0,6 m hoch mit Erde bedeckt war. Die Exedra hatte einen Bogen von 13,9 m und wurde von Platten gebildet, die sämtlich abgeschlagen wurden.